# Miss Rivale: Someday
Miss Rivale: Someday è un singolo di Tiziana Rivale pubblicato in formato digitale nel 2012 dalla Giadamaster.

## Tracce
1. Someday
2. Ho perso me
3. For Freedom